# Neele Eckhardt-Noack
Neele Eckhardt-Noack (ur. jako Neele Eckhardt 2 lipca 1992 w Ostercappeln) – niemiecka lekkoatletka specjalizująca się w trójskoku, brązowa medalistka halowych mistrzostw Europy w 2021.

## Osiągnięcia sportowe
Zajęła 10. miejsce w trójskoku i 12. miejsce w skoku dal na mistrzostwach świata juniorów młodszych w 2009 w Bressanone, a także 8. miejsce w trójskoku na mistrzostwach świata juniorów w 2010 w Moncton.
Później na dużych imprezach startowała w trójskoku. Zajęła 8. miejsce na młodzieżowych mistrzostwach Europy w 2013 w Tampere. Odpadła w kwalifikacjach na halowych mistrzostwach Europy w 2017 w Belgradzie. Zajęła 12. miejsce na mistrzostwach świata w 2017 w Londynie.
Zwyciężyła na uniwersjadzie w 2017 w Tajpej. Zajęła 13. miejsce na halowych mistrzostwach świata w 2018 w Birmingham i 10. miejsce na mistrzostwach Europy w 2018 w Berlinie.
Zdobyła brązowy medal na halowych mistrzostwach Europy w 2021 w Toruniu, przegrywając jedynie z Patrícią Mamoną z Portugalii i Aną Peleteiro z Hiszpanii. Odpadła w kwalifikacjach na igrzyskach olimpijskich w 2020 w Tokio. Zajęła 12. miejsce na halowych mistrzostwach świata w 2022 w Belgradzie. Odpadła w eliminacjach na mistrzostwach świata w 2022 w Eugene.
Była mistrzynią Niemiec w trójskoku w 2018, 2021 i 2022, wicemistrzynią w 2017 i 2019 oraz brązową medalistką w 2014. W hali była mistrzynią w 2018, 2020 i 2021, wicemistrzynią w 2022 oraz brązową medalistką w 2016 i 2017.

## Rekordy życiowe
Rekordy życiowe Eckhardt-Noack:
- trójskok – 14,53 m (17 sierpnia 2022, Monachium)
- trójskok (hala) – 14,52 m (7 marca 2021, Toruń)